# Maťovské Vojkovce
Maťovské Vojkovce – wieś (obec) na Słowacji położona w kraju koszyckim, w powiecie Michalovce. Pierwsze wzmianki o miejscowości pochodzą z roku 1302. 
Według danych z dnia 31 grudnia 2012, wieś zamieszkiwało 614 osób, w tym 307 kobiet i 307 mężczyzn.
W 2001 roku rozkład populacji względem narodowości i przynależności etnicznej wyglądał następująco:
- Słowacy – 11,41%
- Romowie – 2,9%
- Węgrzy – 85,69%

Ze względu na wyznawaną religię struktura mieszkańców kształtowała się w 2001 roku następująco:
- Katolicy rzymscy – 44,46%
- Grekokatolicy – 38,16%
- Ewangelicy – 0,17%[a]
- Ateiści – 0,34%